# I'd Rather Be in Japan
I'd Rather Be In Japan è un EP split tra le punk band Anti-Flag e Obnoxious, pubblicato nel 1997.

## Tracce
1. Class Plague (Anti-Flag)
2. Thier System Doesn't Work For You (Anti-Flag)
3. Go To Hell (Obnoxious)
4. Fuck You Fucking All (Obnoxious)

## Formazione Anti-Flag[1]
- Justin Sane – chitarra, voce
- Andy Flag – basso, voce
- Pat Thetic – batteria